# Dactylispa manni
Dactylispa manni is een keversoort uit de familie bladkevers (Chrysomelidae). De wetenschappelijke naam van de soort werd in 1972 gepubliceerd door Vazirani.